# Villanueva (Álava)
Villanueva es un despoblado que actualmente forma parte del concejo de Antoñana, que está situado en el municipio de Campezo, en la provincia de Álava, País Vasco (España).

## Historia
Actualmente sus tierras son conocidas con el topónimo de Villanueva.